# Castletown House
Castletown House is het grootste palladianistische bouwwerk op Ierland en staat in het dorp Celbridge in het graafschap Kildare. Het gebouw werd gebouwd voor politicus en edelman William Conolly tussen 1722 en 1732. De façade is 61 meter breed en het landgoed heeft een oppervlakte van 220 ha. Het paleis en het nabijgelegen landgoed werd ontworpen door de Florentijnse architect Alessandro Galilei.
De inrichting van het paleis is ontworpen door de achternicht van William Conolly: Lady Louisa Lennox. Louisa en haar man Tom Conolly betrokken het huis in 1759. Nabij het landgoed ligt de Conolly's Folly, een bekende bezienswaardigheid in de Pale, een gebied rondom Dublin.
Sinds 1965 is het gebouw een museum.